# 桜ヶ池 (御前崎市)
桜ヶ池（さくらがいけ）は、静岡県御前崎市佐倉にある池。敏達天皇の御世に瀬織津姫が池に出現された。それが縁起で池宮神社が創建された。桜の名所で、1954年（昭和29年）に県に名勝として指定されている。ほとりには竜神を祀る池宮神社がある。平成14年に国道150号からの入り口に鉄製朱塗りの大鳥居が建立された。

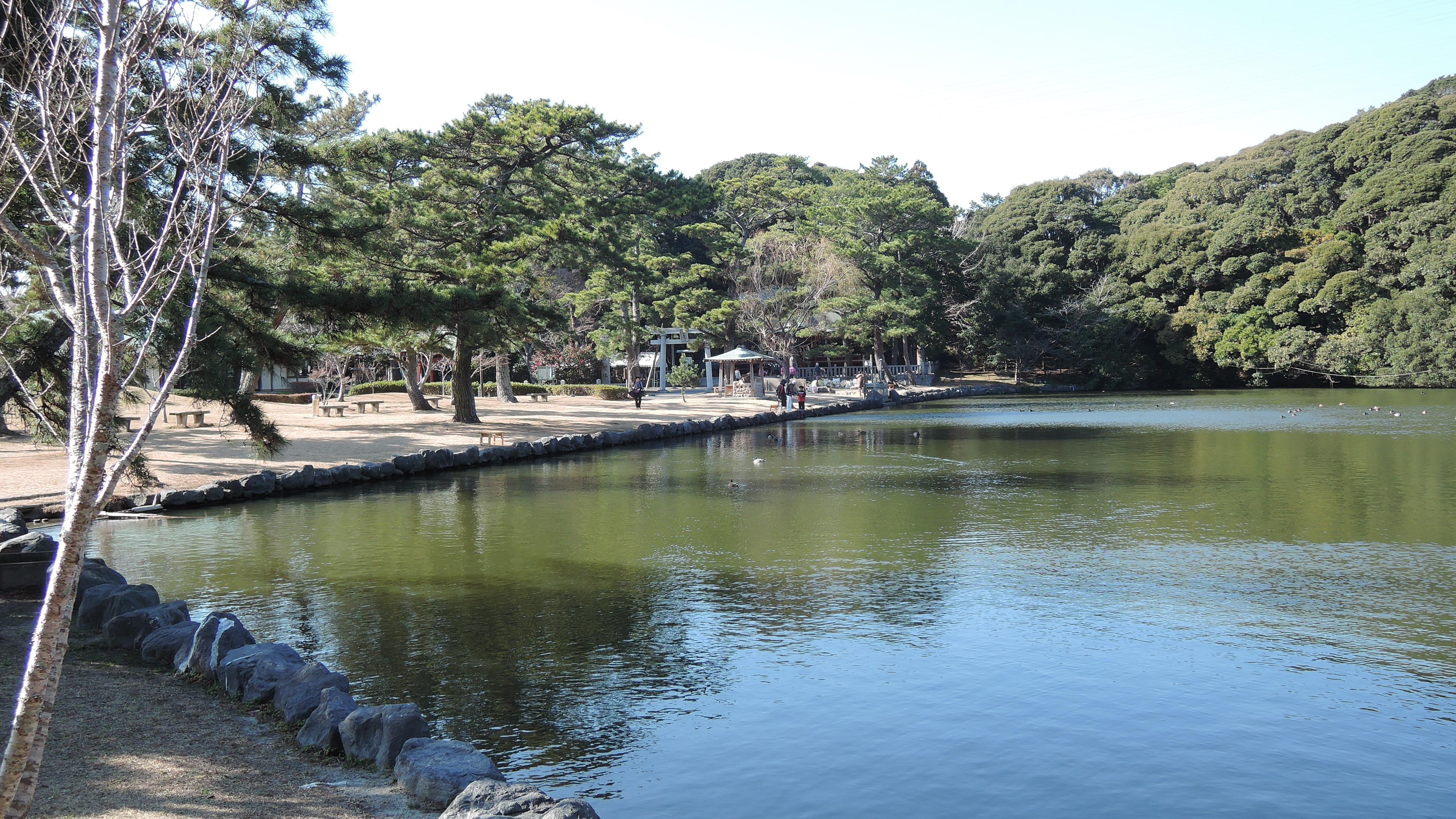
中央奥：池宮神社
手前：桜ヶ池

## 地理・成因
南方以外を丘陵の原生林に囲まれており、およそ2万年前に風や波により運ばれてきた砂が溜まりせき止められて出来上がったと考えられている。
面積はおよそ2万平方メートル。深さは具体的な数値は定かではなく、後述する竜神伝説から底無しと言われている。

## 竜神伝説
平安末期の1169年6月13日、比叡山の皇円阿闍利が、56億7000万年後に現れるという弥勒菩薩に教えを乞うと言い残し、自ら桜ヶ池の底に沈んで竜神（大蛇）となった。
以降、秋の彼岸の中日には赤飯を詰めたお櫃を池に沈めて竜神に供える奇祭「お櫃納め」が行われている。数日後には空になったお櫃が浮いてくると言われ、遠州七不思議のひとつになっている。
桜ヶ池に沈めたお櫃が、同じく竜神伝説の残る長野県の諏訪湖に浮いたことがあるとされ、諏訪湖と地底でつながっているという言い伝えがある。これに関連して、静岡県浜松市の池の平では7年周期で池（幻の池）が湧くという不可思議な現象が起こるが、これは桜ヶ池の竜神が諏訪湖に赴く際に休息するためであるという言い伝えがある。

## 外八海
富士講では、「八海めぐり」といって、8か所の湖沼で水行（垢離）を行う修行が重んじられている。桜ヶ池は「佐倉湖」として、「外八海」の1つとなっている。